# Rolf Lindborg
Rolf Harry Lindborg, född 7 mars 1931 i Uppsala, död 31 mars 2009 i Lund, var en svensk idé- och lärdomshistoriker.

## Biografi
Rolf Lindborg föddes 1931 i en arbetarfamilj i Uppsala. Fadern arbetade i ett boktryckeri och modern hade varit skoarbetare. På 1950- och 1960-talen studerade han filosofi och idé- och lärdomshistoria vid Uppsala universitet jämsides med olika arbeten, bland annat som stenograf i riksdagen 1956-1965. 1961 blev han filosofie licentiat vid humanistiska fakulteten och 1965 filosofie doktor och docent med avhandlingen Descartes i Uppsala (1965) som behandlar striderna kring Descartes filosofi vid Uppsala universitet 1663-1689. 1966 blev han docent och ämnesföreståndare för idé-och lärdomshistoria vid Lunds universitet, ett nytt ämne vid universitetet.
Vid sidan av sitt arbete som lärare och forskare skrev Lindborg läroböcker i stenografi, var verksam i Melinska stenografförbundet och Stenografiföreningen Malmö-Lund. Han skrev en stor mängd artiklar i Stenografen, en tidskrift som han 1971–1973 också var redaktör för.
Rolf Lindborg avled 2009 i Lund och gravsattes på Östra kyrkogården i Lund.

## Forskare och debattör
Rolf Lindborgs skrifter rörde ofta renässanshumanismen och filosofin på 1600-talet. Böckerna behandlade Thomas av Aquino, Pico della Mirandola, Copernicus, Descartes, Urban Hjärne, La Mettrie, H.C. Ørsted, och Bengt Lidforss. Han skrev många artiklar och recensioner i olika tidningar, tidskrifter och årsböcker, bland andra Lärdomshistoriska samfundets årsbok Lychnos.
Lindborg var också en flitig debattör i dagspressen, många av inläggen samlades i boken Från andra sidan gatan (1985). Titeln syftar dels på att han kom ”från andra sidan gatan”, dvs arbetarsidan, dels på att han var en aning utanför även i det akademiska samhället. Han bejakade upplysningstidens tankar om tolerans och förnuft och avvisade ”tillfälliga kastvindar från neo-marxistiskt och strukturalistiskt och postparadigmatiskt och hermeneutiskt och andra liknande och icke liknande håll”. Han tog också avstånd från nyliberalism och biologism och hävdade att vi har att själva bestämma vad vi vill mena med termen ”människa”.
I en debattserie i Dagens Nyheter 1986 om ”analytisk” kontra ”metafysisk” filosofi tog han klar ställning för den analytiska sidan även om han också bejakade ”god metafysik, som tål ordentlig analys”.
Politiskt såg Lindborg sig som reformistisk socialist, som socialdemokrat. Bland ”hjältarna” fanns Bengt Lidforss och Ingemar Hedenius och inte minst Pico della Mirandola som proklamerade att ”människan skapar sig själv”.

## Professors namn
Rolf Lindborg byggde upp ämnet idé- och lärdomshistoria vid Lunds universitet. Ämnet var då en avdelning inom Filosofiska institutionen och hade på Lindborgs tid ingen egen professor. Han sökte flera professurer men fick aldrig någon sådan tjänst. I förordet till sin bok Från andra sidan gatan återger han hur en av de sakkunniga motiverade sitt avstyrkande:
| ”                                | Man kan säga: ska professorn först och sist vara en originell och perspektivöppnande forskare, så är inte många värda att vara professor så mycket som Rolf Lindborg… Men den akademiska världen är gråare än så, och i denna gråa verklighet är Rolf Lindborgs brister – eller låt oss säga ojämnheter – mindre lämpliga. | „ |
| Lindborg, Från andra sidan gatan | |   |

1989 tilldelade regeringen Rolf Lindborg professors namn.